# Teodor-Ioan Trașcă
Teodor Ioan Trașcă (* 24. März 1973 in Timișoara) ist ein rumänischer Ingenieur und Wissenschaftler, Universitätsprofessor für Anlagen für die Lebensmittelindustrie und PhD-Koordinator in Lebensmittel-Engineering. Er war 2008 bis 2012 Dekan der Fakultät für Lebensmitteltechnologie, 2012–2016 Vizerektor der Landwirtschaftlichen und Veterinärmedizinischen Universität des Banats (USABTM) und 2016–2023 Vizedekan für Lehre und Internationales an der Fakultät für Lebensmitteltechnologie. Seit März 2024 ist Trasca Professor und Prorektor an der Agraruniversität Bucarest.

## Leben und Wirken
Nach seiner Schulausbildung im Nikolaus-Lenau-Lyzeum mit Abitur studierte er Ingenieurwesen an der Polytechnischen Universität Temeswar, Mechanikfakultät, mit Spezialisierung in Anlagen für die Lebensmittelindustrie und graduierte 1996 zum Dipl.-Ing. 1997 hat er das Master Degree erhalten und promovierte 2003 auf Basis seiner Dissertationsarbeit (Künstliche Sapphire für Matrizen zur Herstellung von Pasta) mit cum laude zum Dr. Ing. 1996 trat er als Universitätsassistenten in die USABTM ein und war maßgeblich am Aufbau der Fakultät für Lebensmitteltechnologie beteiligt deren Dekan er 2008 wurde.
Nach einer Amtszeit als Prorektor ist er neben der Tätigkeit als Universitätsprofessor und Vizedekan engagiert auch Mitglied des Beirats für Forschung, Entwicklung, Innovation, Kommission Bioökonomie, der Nationalen Agentur für wissenschaftliche Forschung, Ministerium für Bildung und Forschung, Rumänien, Mitglied und Co-Vorsitzender des internationalen Exekutiv-Komitees der Association for European Life Science Universities, der europäischen Vereinigung der Universitäten in Lebenswissenschaften.
Seit Januar 2024 ist Trasca Vizepräsident der Romanian Agency fur Quality Assurance in Higher Education (ARACIS), nachdem er bereits seit 2022 Vorstandsmitglied dieser Organisation in Bukarest ist. Trasca hat 2023 den Ruf der Universitatea de Științe Agronomice și Medicină Veterinară din București angenommen und ist seit Anfang März 2024 Lehrstuhlinhaber und Professor für Anlagen in der Lebensmittelindustrie. Gleichzeitig trat er das Amt des Prorektors für Institutionelle Entwicklung der Agraruniversität Bukarest an.